# Daiun Sogaku Harada
Daiun Sogaku Harada (jap. 原田祖岳 Harada Sogaku; ur. 13 października 1871 w Obamie (prefektura Fukui), zm. 12 grudnia 1961) – japoński mistrz zen tradycji sōtō. Daiun (大雲) to jego imię buddyjskie.

## Historia
W wieku 7 lat został oddany na naukę do świątyni sōtō, Bukkoku-ji, gdzie został później wyświęcony na mnicha przez opata Kakushō Sodō Haradę, a w 1895 r. otrzymał od niego przekaz Dharmy. 
W wieku 20 lat wstąpił do znanego ze swej surowości klasztoru tradycji rinzai, Shōgen-ji, gdzie praktykował pod kierunkiem rōshiego Daigi Sokina i jego następcy, Tōshū Reisō. 
Następnie wstąpił na Uniwersytet Komazawa (zwany wówczas Sōtō-shū Daigakurin), który ukończył w 1901 roku. Po skończeniu Uniwersytetu został dwukrotnie mianowany kierownikiem badań uniwersyteckich, które trwały 6 lat. W tym samym czasie został opatem dwóch świątyń: Chisai-in i Ankoku-ji. Praktykował pod kierunkiem znanych nauczycieli sōtō, jak: Sōtan Oka, Kōrin Oki, Kōdō Akino, Tatsujun Adachi, Tenkai Hoshimi. 
Wciąż nieusatysfakcjonowany duchowo udał się na dalszy trening do klasztoru rinzai, Nanzen w Kioto, gdzie oddał się praktyce pod kierunkiem opata świątyni, znanego mistrza zen, Dokutana Sōsana. W latach 1911–1921 pełnił funkcję profesora na Uniwersytecie Komazawa.
Ponieważ był to okres ogromnego wpływu zachodniej myśli filozoficznej, wielu kapłanów zaczęło mieć wątpliwości co do tradycyjnych nauk buddyjskich, dotyczących prawa przyczyny i skutku, odrodzenia, czy Drogi wiodącej do stania się Buddhą. Kontrowersja i debata ta, zwana „Problemem Właściwej Wiary” (shōshin-mondai) stała się głośna w kręgach buddyjskich ówczesnej Japonii. Daiun Sogaku już wówczas stał się znany z obrony tych tradycyjnych podstaw buddyzmu. 
W 1922 r. został opatem Hosshin-ji w Obamie oraz niedługo potem — świątyni Chigen-ji, w prefekturze Kioto. Obydwie te świątynie odbudował, przywracając im świetność i czyniąc je oficjalnymi miejscami treningu, miejscami medytacji (senmon-sōdō). Szczególnie Hosshin-ji, przez następnych 40 lat aż do czasu śmierci Daiuna w 1961 r., przyciągała mnichów i ludzi świeckich z całej Japonii. Zasłynęła z rygorystycznej praktyki, surowego klimatu i przenikliwej kontroli opata.
W 1937 r. rōshi Daiun zrezygnował z funkcji opata świątyni Chigen i osiadł w niewielkiej pustelni naprzeciw bramy klasztoru Hosshin, zwanej Kakushōken. Przez cały ten czas, aż do swojej śmierci, kontynuował prowadzenie sesshin, dōkusan oraz zazenkai w wielu miastach Japonii, włączając w to wykłady na temat Shushogi Dōgena.
Autor blisko czterdziestu pozycji z zakresu zen i buddyzmu, w tym mistrzowskiego komentarza do Shushogi Dōgena (Shushōgi Kōwa), czy „Komentarzy do Mumonkan”. Oprócz wspomnianych wyżej Chisai-in, Ankoku-ji, Chigen-ji i Hosshin-ji, Daiun pełnił funkcję opata w świątyniach: Chōan-ji i Hōon-ji, w Morioka. Wśród jego następców najbardziej znani to: Tōin Iida, Sessui Harada, Hōryū Ishiguro i Haku'un Yasutani, który był szczególnie popularny na Zachodzie. 
Opat świątyni Bukkoku-ji w Obamie, Tangen Harada Rōshi (1924-2018), był ostatnim bezpośrednim następcą Daiuna Sogaku.